# Joseph de La Porte du Theil
Pour les articles homonymes, voir La Porte.
Paul Marie Joseph de la Porte du Theil, né le 29 mai 1884 à Mende (Lozère) et mort le 5 novembre 1976 à Sèvres-Anxaumont (Vienne), est un officier général français, principalement connu comme fondateur et chef des Chantiers de la jeunesse française (CJF) 

## Carrière militaire
Joseph de la Porte du Theil, né dans une famille de l'ancienne noblesse, est le fils d'un inspecteur général des Eaux et forêts. Après de brillantes études, il est reçu en 1903 à l'École polytechnique (promotion X1903), et, à sa sortie, il choisit l'artillerie comme arme de service. 
Pendant la Première Guerre mondiale, il est capitaine puis chef d'escadron d'artillerie. De 1919 à 1930, il est professeur d'artillerie, d'abord à l'École d'application d'artillerie située alors à Metz, puis à l'École de guerre à Paris. Il est promu lieutenant-colonel en 1928, colonel en 1930. En 1935, général, il est commandant de l'École d'application de l'artillerie de Fontainebleau. 
Au début de la Seconde Guerre mondiale, il commande la 42e division d'infanterie. Le 14 mai 1940, après le déclenchement de la bataille de France le général de la Porte du Theil reçoit le commandement du 7e corps d'armée (42e, 44e et 45e DI), placé à la frontière de l'Est (8e armée). Le 7e CA rejoint ensuite le front de l'Aisne, devant Reims, au sein de la 6e armée. Le 8 juin, le front du 17e CA, voisin du 7e CA, est percé devant Soissons (bataille de l'Ailette). Au soir, La Porte du Theil retire du front de l'Aisne la 45e DI pour la placer sur son flanc gauche, au moment où la 2e armée allemande lance son attaque sur l'Aisne. Le 7e corps se décompose peu à peu et, se retrouvant isolé, doit se replier sur Épernay. Les restes du 7e CA reculent vers le Sud-Ouest jusqu'à l'arrêt des combats. 
Ce qui distingue pourtant le général de La Porte du Theil n'est pas sa carrière militaire. Très tôt, il s'intéresse de très près à l'encadrement et à la formation de la jeunesse, comme le démontrent ses différentes affectations en école et son passé de chef scout (il avait été commissaire adjoint des Scouts de France pour la province d'Île-de-France).
Ses idées prennent corps après la déroute quand le 2 juillet 1940, le maréchal Pétain, soucieux de « reprendre » en main la jeunesse française, le charge de mettre en œuvre les futurs Chantiers de la Jeunesse, qui seront officiellement créés par décret pris par le gouvernement de Vichy le 30 juillet 1940 et qui concernent uniquement les jeunes Français, présents en zone non occupée et en Afrique du Nord, qui devront passer 6 mois puis 8 mois (à compter d'une disposition prise en 1941) dans ces Chantiers, répartis en 50 groupements d' environ chacun 2 000 hommes.   
Les Chantiers de Jeunesse font en quelque sorte fonction de service national civil, le service militaire ayant été interdit par les autorités allemandes, au vu des accords d'armistice signés le 22 juin 1940 entre l'Allemagne nazie et la France défaite. Toutefois, la période passée en Chantiers de Jeunesse sera considérée après 1945 comme une période assimilée à un service militaire classique et cette période sera en conséquence prise en compte pour la constitution des droits à pension.  
Le 2 août 1940, il est l'un des membres du tribunal condamnant à mort le général de Gaulle.

## Le chef  des Chantiers de la Jeunesse (1940-1944)
Le général de la Porte du Theil abandonne alors toute fonction militaire pour mettre en place les Chantiers, dont il est à la fois le fondateur et le commissaire général (jusqu'à son arrestation le 4 janvier 1944). Dans son esprit, il s'agit de donner aux jeunes Français un complément de formation morale, physique et professionnelle pour les préparer à assumer un jour leurs responsabilités au service du régime de Vichy. On choisit pour cela de les isoler de la société civile dans des camps au grand air, dans le but de les aguerrir physiquement et moralement et de renforcer leur patriotisme et leur sens de la solidarité. Le but caché des Chantiers de Jeunesse est de constituer un substitut au service militaire obligatoire, supprimé sur ordre des Allemands.
La Porte du Theil ne se limite cependant pas à des discours et à des feux de camp. Transgressant ses devoirs moraux d'ancien chef scout, il demande et obtient l'exclusion des jeunes Français juifs des Chantiers, d'abord en Afrique du Nord, à l'initiative de son commissaire régional, le lieutenant-colonel Van Hecke, puis en métropole l'année suivante. Le 15 juillet 1942, soit d'ailleurs 24 heures avant le déclenchement de la rafle du Vel' d'Hiv', il propose même au Commissariat général aux questions juives un texte de loi, vite approuvé, qui met définitivement les juifs en dehors des Chantiers. 
Surpris en Algérie par le débarquement allié en Algérie du 8 novembre 1942, la Porte du Theil, au lieu de reprendre du service dans l'armée d'Afrique qui se met aux ordres des Alliés et qui sera placée sous le commandement du général Henri Giraud, préfère retourner en France métropolitaine en avion et  laisse sur place le lieutenant-colonel Van Hecke. Plus tard, pour sa défense, il arguera de l'honneur militaire et de sa responsabilité de commandement pour la métropole, mentalité conforme à sa formation, son milieu, et à son époque.
Lorsque les Allemands envahissent la zone Sud le 11 novembre 1942 et ordonnent la dissolution de l'armée d'armistice qui a lieu le 25 novembre 1942 , ils se gardent de porter atteinte aux Chantiers de jeunesse, qui, à leurs yeux,  maintiennent la jeunesse française en de bonnes mains et peuvent servir de vivier de main-d'œuvre.
Et de fait, en 1943, les Chantiers deviennent un piège pour les centaines de milliers de jeunes gens astreints au service du travail obligatoire (STO). Nombre de jeunes, présents alors aux Chantiers de Jeunesses sont envoyés en Allemagne par groupements entiers, avec le concours actif de la Porte du Theil et de ses subordonnés. Ce concours est établi tant par les faits et les témoignages que par leurs instructions secrètes, conservées aux Archives Nationales [côte F60 1452 p.ex.]. On vit les jeunes partir et arriver au travail forcé outre-Rhin en uniforme, en rangs, bannières déployées, encadrés par leurs chefs, avec parfois leur musique en tête.
À la fin de 1943, la Porte du Theil tente enfin de limiter les prélèvements incessants de travailleurs pour l'Allemagne, qui réduisent considérablement ses effectifs, et peut-être donc son influence au sein de l'appareil de Vichy. S'il n'a rien d'un fervent collaborationniste et que nul opposant n'a jamais mis en doute ses sentiments patriotiques, il refuse toutefois de rompre avec le régime de Pétain. Approché par la Résistance à l'automne 1943 selon le  témoignage de Léo Hamon, il refuse de la rejoindre. Considéré néanmoins comme insubordonné par les Allemands, sa révocation et son arrestation sont décidées. Mais, bien qu'averti, il refuse de s'enfuir et se laisse arrêter à son bureau de Châtel-Guyon, le 4 janvier 1944, 24 heures après avoir été démis de ses fonctions, par décret pris par le gouvernement de Vichy.
Il est interné à Munich puis en Autriche. Il est libéré par un détachement de l'armée française opérant en Autriche le 4 mai 1945. Il  est laissé en liberté à son retour sur le territoire national .
Ses activités menées avant son arrestation et son internement en Allemagne pendant près d'un an et demi feront l'objet d'une instruction par une commission de la Haute cour de justice, à compter de juin 1945. Le chef d'indignité nationale, défini par l'ordonnance du 26 décembre 1944, ne s'applique nullement à son cas et n'est aucunement constitué.   Cette instruction conduit la Haute cour de justice à émettre un arrêt de non-lieu en novembre 1947. Quatre raisons principales expliquent cet arrêt :
- les Chantiers de jeunesse ont agi comme rempart, pour la jeunesse, contre les influences allemandes ou collaborationnistes ;
- il n'est pas établi, d'après une centaine de témoignages des anciens chefs de groupements subordonnés à l'inculpé, que le général de La Porte du Theil a servi avec zèle les intérêts de l'occupant ; son caractère constamment germanophobe est même confirmé ;
- le général de La Porte du Theil refuse catégoriquement tout envoi ou mise à disposition de main-d'œuvre de membres des Chantiers en faveur de l'occupant à partir de septembre 1943 ;
- les anciens des Chantiers participent en nombre aux combats pour la Libération en 1944-1945 : 38 000 en provenance d'Afrique du nord à compter de novembre - décembre 1902, 60 000 engagés volontaires de métropole dans la période de mai-juin à septembre 1944, puis 100 000 jeunes de la classe 1943 mobilisés à partir de janvier 1945.

## Décorations
Le général de la Porte du Theil a reçu les décorations suivantes :
- Commandeur de la Légion d'honneur (18 juillet 1941)[7]

- Croix de guerre 1914–1918
- Francisque[8], décoration du gouvernement de Vichy : environ 2600 autres Français reçurent cette décoration entre 1941 et 1944.

### Écrits de Joseph de la Porte du Theil
- Un an de commandement des Chantiers de la Jeunesse, Paris, éd. Sequana, 1941.
- Les chantiers de la Jeunesse, Paris, éd. Sequana, 1941Conférence, 21 novembre 1941
- Les Chantiers de la jeunesse ont deux ans, précédé d'une lettre du maréchal de France, chef de l'état, éd.Sequana, 1942.
- Instruction sur l'organisation et l'administration des Chantiers de la jeunesse: Doctrine et organisation générale, éd. Charles-Lavauzelle, 1941.
- Souvenirs: texte intégral, éd. Association nationale des anciens des Chantiers de la jeunesse française, 1986.
- Michel Cacaud (préf. général de la Porte du Theil), À travers le pays malgache inconnu, ed. du Clocher, 1943.
- Pierre-Gilbert Péninou (préf. M. le général de la Porte du Theil), Problèmes d'artillerie avec leurs solutions expliquées : à l'usage des officiers de réserve d'artillerie, des candidats au brevet de chef de section et des candidats E.O.R.', éd. Charles-Lavauzelle, 1940.
- Message du général de La Porte du Theil aux anciens des CJF en date de mars 1943 (post Stalingrad)

## Sur les Chantiers de jeunesse
- Robert Hervet, Les Chantiers de la jeunesse, éd. France-Empire, 1962.
- Antoine Huan, Les Chantiers de la jeunesse, 1940-1944 : une expérience de service civil, éd. Opéra, 1998 (ISBN 2908068877)
- Christophe Pécout[9], Les Chantiers de la Jeunesse et la revitalisation physique et morale de la jeunesse française, 1940-1944, éd. L'Harmattan, 2007 (ISBN 2296025781).
- (en) Daniel Lee, « The Chantiers de la Jeunesse, General de la Porte du Theil, and the Myth of the Rescue of Jews in Vichy France », French Historical Studies, vol. 38, no 1,‎ février 2015, p. 139-170 (DOI 10.1215/00161071-2822733).